# Inkpaduta
Inkpaduta ("Röd topp" eller "Röd spets"), född omkring 1800 i Dakotaterritoriet, död 1881 eller 1882 i Manitoba, Kanada, var en av krigsledarna för  dakotastammen Wahpekute ("lövskogens skyttar") under flera anfall mot vita nybyggare, bland annat det stora "dakotaupproret" i Minnesota 1862.
Inkpaduta vägrade att godkänna det så kallade Mendotaavtalet som undertecknades 1851 av ett antal andra dakotahövdingar, däribland Inkpadutas släkting Taoyateduta. Avtalet innebar bland annat att största delen av wahpekutestammens område i Minnesotaterritoriet såldes till USA för en relativt obetydlig summa. Eftersom Inkpaduta inte brydde sig om de gränser som utstakades i avtalet drogs hans band under de följande åren in i en serie konflikter med vita nybyggare, vilket bland annat ledde till att flera av Inkpadutas släktingar dödades.
Inkpaduta ledde 8-9 mars 1857 en kombinerad stöldräd och hämndaktion med 13 wahpekutekrigare mot flera nybyggen kring Spirit Lake (M'niwakan) och dödade sammanlagt 33 vita nybyggare, endast fyra personer överlevde och tillfångatogs men två av dem dödades senare. I stort sett allt man vet om anfallet bygger på en i kommersiellt syfte utsmyckad redogörelse av den vid räden kidnappade 13-åriga flickan Abbie Gardner (1843-1921) som var en av de två överlevande och många år senare gav ut en bok om massakern vid Spirit Lake och sin fångenskap hos den "grymme" Inkpaduta.
Inkpaduta höll sig framgångsrikt undan sina förföljare och återkom efter några år i samband med det stora dakotakrigståget i Minnesota 1862 då hundratals nybyggare, däribland många svenskar och norrmän, dödades.
Efter att upproret slagits ner flydde Inkpaduta och hans anhängare västerut och anslöt sig till lakotasiouxerna. Inkpaduta följde med den del av lakotaerna som flydde till Kanada och dog vintern 1881-82 i Manitoba.